# Giovanna Sandri
Giovanna Sandri (Roma, 16 dicembre 1923 – Roma, 27 agosto 2002) è stata un'artista, pittrice e poetessa italiana.

## Biografia
Giovanna Sandri è nata il 16 dicembre 1923 a Roma dove ha vissuto, dipinto, scritto poesie e dove è morta il 27 agosto 2002.

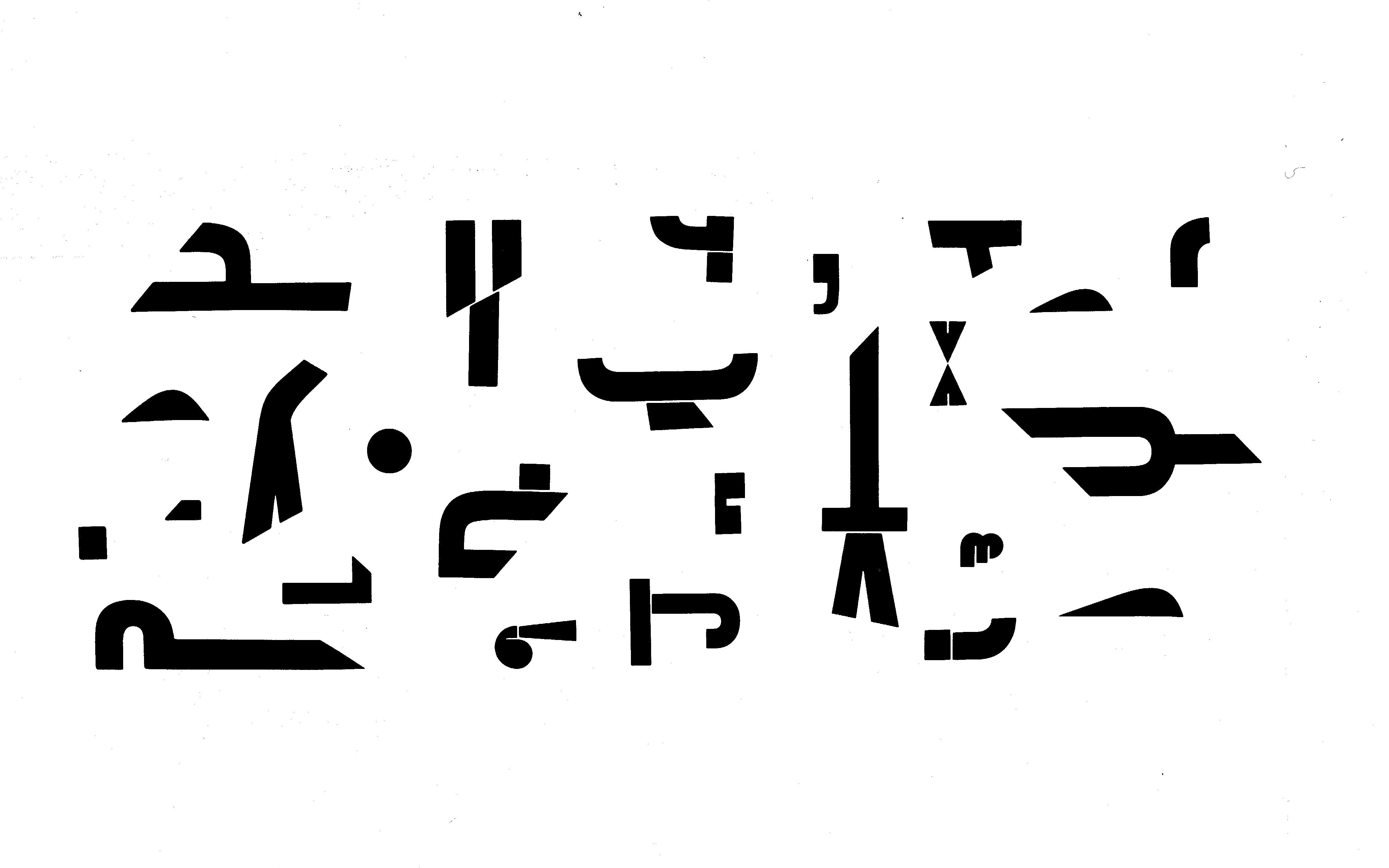
Giovanna Sandri, dal mito dell'occhio del Sole frag. 33, 1976

Si è laureata a Napoli con una tesi sull’Estetica di Ruskin.
Ha insegnato letteratura inglese a Roma nel liceo classico Giulio Cesare.
Artista, pittrice e poetessa della generazione d'avanguardia degli anni '60-'70, ha portato avanti un lavoro di singolare compiutezza poetica e visiva e di notevole forza espressiva.
Dal 1960 si è occupata di pittura, di poesia concreta e di poesia visiva come critico e artista, creando composizioni con parole e immagini, collage, tecniche pittoriche e grafiche.
Amica sin dall’infanzia di Topazia Alliata e di Emilio Villa,  sviluppa intensi rapporti con alcune delle principali figure del settore artistico e letterario dell’avanguardia italiana e in particolare della poesia visiva, tra cui Mirella Bentivoglio, Luigi Ballerini, Paolo Della Grazia, Rubina Giorgi, Rosella Mancini, Toni Maraini, Giorgio Manganelli, Magdalo Mussio, Giulia Niccolai, Graziella Pulce, Leonardo Sonnoli.
Da ricordare il suo rapporto con Giorgio Manganelli, nato prima come relazione sentimentale sia pure molto travagliata negli anni tra il 1955 ed il 1959, (di cui rimane testimonianza nell’epistolario Costruire ricordi, ventisei lettere di Giorgio Manganelli e una memoria di Giovanna Sandri (a cura di Graziella Pulce, Milano, Archinto, 2003) e proseguito poi come profonda e sincera amicizia fino alla morte dello scrittore nel 1990.
Dalle sperimentazioni di poesia concreta, che valorizzano aspetti visivi della scrittura, è passata alla pittura di avanguardia e alla poesia visiva che più liberamente associano immagine e scrittura.
Le sue ricerche ed i suoi lavori si sono indirizzati sul segno, sulle lettere dell'alfabeto, sui grafemi iconici, intesi come nuclei combinatori di energie il cui simbolismo sottende una profonda ricerca metafisica in continua evoluzione.
Ha pubblicato libri di poesie i cui testi sono visualizzati emergendo dal bianco della pagina, componendosi in ritmi dinamici.
È stata collaboratrice ed autrice di Radio Tre RAI.
Con i suoi quadri e le sue opere poetiche ha partecipato alle più importanti mostre di pittura e di poesia visiva nazionali ed internazionali, tra cui la Quadriennale di Roma (1968), la Biennale di Bolzano (1969), la Biennale di Venezia (1978), la Biennale di San Paolo (1981).

## Opere
Inclusa in Italia e negli Stati Uniti in numerose antologie sulla poesia d'avanguardia, ha collaborato con opere pittoriche, testi visuali, saggi, poesie a numerose riviste italiane ed internazionali tra cui Altri Termini, Anterem, Drailles-Cette Italie, Geiger, Grammatica, Green River Review, Harch, How(ever), Il caffè, Il cavallo di Troia, Il Verri, Invisible City, ItalianPoetryToday (USA), Le parole rampanti, Marcatré, Periodo ipotetico, Shantih, Shuttle, TamTam, Uomini e idee.
Molti dei suoi quadri sono pubblicati nei suoi libri, in cataloghi di mostre ed in numerose pubblicazioni di altri autori.
Diverse sue opere pittoriche sono custodite permanentemente presso svariati musei, tra cui il Mart, Museo di arte moderna e contemporanea di Trento e Rovereto ed il Museion di Bolzano (nell’Archivio di Nuova Scrittura (ANS) di Paolo Della Grazia e tra le opere della Donazione Bentivoglio) e sono visibili sulla piattaforma online dell'Archivio RAAM
Molti sono i suoi libri d’artista in cui la creazione pittorica e la poesia si affiancano l’una all’altra costituendo un unicum di altissima qualità espressiva.
Dopo la sua morte continuano a succedersi eventi, iniziative e mostre che la vedono protagonista sia da sola sia insieme ad altre artiste ed artisti, come il seminario di studio “Capitolo Zero. Giovanna Sandri” tenutosi al MACRO, Museo d’Arte Contemporanea di Roma nel 2003 e le mostre al Mart di Rovereto “Materiale Immateriale” nel 2016 ed “In font we trust! Arte e tipografia dalle Collezioni del Mart” nel periodo 2017-2018.

## Mostre personali
Tra le mostre personali:
- Giovanna Sandri, alfabeto/albero del tempo, Galleria Civica d'Arte Moderna, Palazzo Te, Mantova, 1977;
- Giovanna Sandri, Erőrtern (occhi/tarocchi per estrarre segni), Libreria Internazionale OOLP, Torino, 1978;
- Giovanna Sandri, I sigilli di Hermes, Associazione Internazionale Incisori, Roma, 1995.

## Mostre collettive
Tra le mostre collettive:
- La Poesia Visiva, Il Tunnel, Galleria d'Arte Contemporanea, Roma, 1966;
- Parole sui muri, Fiumalbo (MO), 1967;
- Quadriennale di Roma, 1968;
- Sesta Biennale Romana, Roma, 1968;
- Biennale di Bolzano, 1969;
- Italian Visual Poetry 1912-1972, Finch Museum, New York, 1973;
- Scrittura visuale in Italia 1912-1972, Galleria Civica d’Arte Moderna, Torino, 1973;
- Tra linguaggio e immagine, Rassegna internazionale di poesia visiva, Galleria d’Arte Il Canale, Venezia, 1976;
- Poesia visiva 3, poesia concreta, mostra collettiva, Studio Santandrea, Milano, 1977;
- Biennale di Venezia, 1978;
- 10 Operatrici per una Scrittura Poetica, mostra collettiva, Studio Santandrea, Milano, 1979;
- Il Chiodo Mancante, Galleria Multimedia, Brescia, 1979;
- Biennale di San Paolo del Brasile, 1981;
- First Internacional Art-Door Exhibition, Recife, 1981;
- Il non libro. Bibliofollia ieri e oggi in Italia, Palermo, Biblioteca Centrale della Regione Siciliana, 1985;
- Far libro. Libro e pagine d’artista in Italia, Casermetta del Forte Belvedere, Firenze, 1989;
- Archivio di Poesia Visiva e Nuova Scrittura Acquisizioni Recenti, Museo dell’informazione, Expo Ex ai Giardini della Rocca Roveresca, Senigallia, 1989-1990;
- Il Librismo 1890-1990, Fiera campionaria, Cagliari, 1990;
- Fe/mail art, Dedicato Donna, Quando lo stato è Donna, Omaggio a Nori de' Nobili, Museo dell'Informazione, Senigallia, 1994;
- Post Scriptum. Artiste in Italia tra linguaggio e immagine negli anni '60 e '70, nell’ambito dell’VIII Biennale Donna, Padiglione d'Arte Contemporanea di Palazzo Massari, Civiche Gallerie d'Arte Moderna e Contemporanea, Ferrara, 1998;
- Il Deposito Paolo Della Grazia e l'Archivio Di Nuova Scrittura, MART (Museo d'Arte Moderna di Trento e Rovereto), Rovereto, 2001-2002;
- Opere su carta, Galleria Osemont, Albissola Marina (SV), 2002-2003.

## Mostre ed eventi postumi
Tra gli altri:
- Seminario di studio Capitolo Zero. Giovanna Sandri; Fondazione Isabella Scelsi, MACRO, Museo d’Arte Contemporanea di Roma, Roma, 2003;
- Alla radice del suono, Giacinto Scelsi, letture tratte da Le dieci porte di Zhuang-zi di Giovanna Sandri, con la voce recitante di Claudio Cipriani e il concerto della pianista e compositrice svizzera Marianne Schroeder, Fondazione Isabella Scelsi, Associazione Musicale Orphée, Istituto Svizzero, Roma, 2003;
- Il non gruppo, Testi-immagine a Roma negli anni Sessanta, mostra collettiva, a cura di Mirella Bentivoglio, Biblioteca Angelica, Roma, 2004;
- Verba manent, mostra collettiva, Centro di Arte Contemporanea, Cavalese (TN), 2005-2006;
- Viaggio nella parola /Journey into the Word, mostra collettiva, Galleria Il Gabbiano, La Spezia, 2007;
- La Donazione Bentivoglio, mostra collettiva, Mart, Rovereto,  2011-2012;
- Libidine/Libridine Libri d’Artista/Libri Oggetto, mostra collettiva, Palazzo della Cultura, Catania, 2012;
- Libri d'Artista e Libri Oggetto, La donazione di Lamberto Pignotti alla Fondazione Berardelli, mostra collettiva, Fondazione Berardelli, Brescia, 2012;
- Scrittura visuale, mostra collettiva, Galleria Il Gabbiano, La Spezia, 2013;
- La visione fluttuante #2, mostra collettiva, Galleria Unimediamodern, Genova, 2013;
- Libri d’artista. Dalla Poesia Concreta alla Poesia Visiva, mostra collettiva, Arionte Arte Contemporanea, Catania, 2014;
- Poetitaly, mostra-evento collettiva, Francesco Cuoghi, Pannelli sonori da Giovanna Sandri, Dalla poesia visiva alla vibrazione del segno, Roma, 2014;
- Sfogliarte. Libri d’artista dalla collezione di Marco Carminati, mostra collettiva, Biblioteca cantonale di Bellinzona, 2014;
- Nori De' Nobili. Donna tra le donne, mostra collettiva, Museo Nori De' Nobili, Ripe di Trecastelli (AN), 2015;
- Fuoripagina, La collezione Roffi, mostra collettiva, Museo di Arte Contemporanea e del Novecento, Monsummano Terme (PT), 2015;
- Materiale Immateriale, mostra collettiva, Mart, Museo di arte moderna e contemporanea di Trento e Rovereto, Rovereto, 2016;
- Manganelli Finxit. Arte come menzogna, mostra collettiva, Casa della Poesia, Urbino, 2017;
- In font we trust! Arte e tipografia dalle Collezioni del Mart, mostra collettiva, Mart, Casa d'arte futurista Depero, Rovereto, 2017-2018;
- Concreta - Festapoesia, mostra collettiva, Accademia d'Ungheria, Roma, 2018;
- Fuoripagina - La collezione Roffi, mostra collettiva, Galleria d'Arte Moderna e Contemporanea, ex Chiesa Madonna di Loreto, Longiano (FC), 2019.

### Testi di Giovanna Sandri
- Giovanna Sandri,  Capitolo zero, Roma, Lerici, 1969;
- Gianmaria Mussio, Giovanna Sandri,  (a cura di), Mare verde, mare rosso, Roma, Lerici, 1969;
- Giovanna Sandri, Cifrare le Previsioni, in GEIGER, n. 6, Torino, Edizioni Geiger 1974;
- Giovanna Sandri, Le lettere dell'alfabeto, Poesia nera/Poesia bianca, in UOMINI E IDEE, Napoli, Schettini Editore, 1975;
- Giovanna Sandri, From K to S Ark of the Asymmetric. Da K a S dimora dell'asimmetrico,  New York, Out Of London Press, OOLP, 1976;
- Giovanna Sandri, in Tra linguaggio e immagine, catalogo della Rassegna internazionale di poesia visiva, Galleria d’Arte Il Canale, Venezia, 1976;
- Giovanna Sandri,  Untitled,  in GEIGER n. 7, Torino, Edizioni Geiger 1977;
- Giovanna Sandri,  Catalogo della Mostra “Giovanna Sandri: alfabeto/albero del tempo –21 maggio-26 giugno 1977”, Galleria Civica d'Arte Moderna, Palazzo Te, Mantova, Litografica Cannetese, 1977;
- Giovanna Sandri,  dai Frammenti di Empedocle d’Artaud,  in Periodo Ipotetico, n. 10/11, Roma, Edizioni della Cooperativa Scrittori 1977;
- Giovanna Sandri, From Empedocles d’Artaud Fragment 57, Fragment 61; As Much They Hide; Once it Was, in Italian Poetry Today, St. Paul, MN, New River Press, 1979;
- Giovanna Sandri,  Quattro testi poetici, in Colibrì, quaderni bimestrali di Altri Termini, N. 2, Napoli, Guida Editori, 1979;
- Giovanna Sandri,  Dal canguro all'aithyia (o come farsi scrittura), Roma, Venezia, Le parole gelate, 1980;
- Luciano Martinis, Giovanna Sandri, Frammenti dei segni (e, Roma, Venezia, Le parole gelate, 1981;
- Giovanna Sandri, a pilgrim’s progress, in Il Caffè, N. 163-164 (n. 3-4 annata XXIII serie IX), Roma, 1981;
- Giovanna Sandri,Testi e poesie visive,  in CERVO VOLANTE, n. 4, Roma, Etrusculudens, 1981;
- Giovanna Sandri, From K to S ark of the asymmetric, in Italian Poetry, 1960-1980: from Neo to Post Avant-garde, San Francisco, Invisible City, Red Hill Press, 1982;
- Giovanna Sandri, Hermes the Jolly Joker, Roma, Le parole gelate, 1983;
- Giovanna Sandri, :palingenesi,  in SYMBOLA, n. 2, 3, 4, Roma, Symbola Edizioni 1984;
- Giovanna Sandri, Poesie scelte, in Il volto e la scena, Verona, Quaderni Edizioni Anterem, 1985;
- Giovanna Sandri, L’asola (la luna, (a G. M.); E mi (dall’Inf. di G. M.), in Coscienza & Evanescenza, Napoli, Società editrice Napoletana, 1986;
- Giovanna Sandri, Poesie, in ANTEREM, n. 31, Verona, Edizioni Anterem, 1986;
- Magdalo Mussio, Giovanna Sandri, Il numero dimenticato - con il testo Delle memorie ortogonali (o Come il re si smarrì nel diafano) di Giovanna Sandri, Roma, Le parole gelate, 1988;
- Giovanna Sandri, Four Poems, un ciottolo bianco, a white pebble, (secoli) (millenni), (centuries) (millennia),in HOW(ever), Vol. 5, No. 4, Kathleen Fraser Editor, 1989;
- Giovanna Sandri, Il ritorno, Enthousiasmos, in ANTEREM, n. 38, Verona, Edizioni Anterem, 1989;
- Giovanna Sandri, The jolly joker. Hermes the giver of joy, Hermes the thief, Hermes the magician, in Catalogo della mostra collettiva Far libro. Libro e pagine d’artista in Italia, Firenze, Ministero BB.CC.AA., Biblioteca Nazionale Centrale di Firenze, 1989;
- Giovanna Sandri, Delle memorie ortogonali (o Come il re si smarrì nel diafano), in Magdalo Mussio, Opere, catalogo della mostra omonima, Camerino, Università degli Studi di Camerino, 1991;
- Giovanna Sandri, Clessidra: il ritmo delle tracce. Poesie, (Premio Lorenzo Montano[1]), Verona,  Anterem Edizioni, 1992;
- Giovanna Sandri, Le dieci porte di Zhuang-zi: in memoriam Giacinto Scelsi, Roma, Le parole gelate, 1994; ISBN A000088568
- Giovanna Sandri, in AA.VV., EV - Per gli 80 anni di Emilio Villa, Roma, Le parole gelate, 1994;
- Giovanna Sandri, in AA.VV., Fe/mail art, Dedicato Donna, Quando lo stato è Donna, catalogo della mostra collettiva, Senigallia, Museo dell'Informazione, 1994;
- Giovanna Sandri, All’alba,' Ampezzo, Le parole gelate, 1994;
- Giovanna Sandri, Per sentieri sconosciuti, in ANTEREM, n. 48, Verona, Edizioni Anterem, 1994;
- Giovanna Sandri, Lunar Origins of the Alphabet (trad. Guy Bennett), in Ribot n. 3, St. Paul, MN, Sun & Moon Press, 1995;
- Giovanna Sandri, Five dual texts (trad. Guy Bennett), in Homage to Giulia Niccolai, San Francisco, Lyric & #5, 1996;
- Giovanna Sandri, noi compagni di Ulisse (Argonauti dispersi), in ANTEREM, n. 55, Verona, Edizioni Anterem, 1997;
- Giovanna Sandri, Testi e poesie, in Charta, catalogo della mostra Magdalo Mussio, Palazzo Ricci, Macerata, Amministrazione Provinciale di Macerata, 1997;
- Giovanna Sandri, Hourglass: the rhythm of traces (trad. Guy Bennett), Los Angeles,  Seeing Eye Books, 1998;
- Giovanna Sandri, Gli anni del trench, in Le foglie messaggere, Scritti in onore di Giorgio Manganelli, Roma, Editori Riuniti, 2000;
- Giovanna Sandri, Una parola deserta tra i verbi motori nella scrittura di Manganelli, in Il Verri, n. 13-14, Milano, Edizioni del Verri, 2000;
- Giovanna Sandri, Three Poems (trad. Guy Bennett), in Ribot n. 6: Over 60 Under 30, St. Paul, MN, Sun & Moon Press, 2000;
- Giovanna Sandri, Poesie Scelte Inedite, in Quaderni 1.’01, Roma, Fondo Alberto Moravia, 2001;
- Giovanna Sandri, per Giacinto, (poesia inedita dedicata a Giacinto Scelsi), in I Suoni e le onde, n. 6, Roma, 2001;
- Giovanna Sandri, da scoglio ad arnia (a Emilio Villa), Roma, Le Parole Gelate, 2002;
- Giorgio Manganelli, Giovanna Sandri, (a cura di Graziella Pulce), Costruire ricordi: ventisei lettere di Giorgio Manganelli e una memoria di Giovanna Sandri, Milano,  Archinto, 2003;  ISBN 9788877683779; ISBN 8877683775;
- Giovanna Sandri, Only Fragments Found: Selected Poems, 1969-1998 (a cura di Guy Bennett, trad. Guy Bennett, Faust Pauluzzi e Giovanna Sandri), Los Angeles, Otis Books-Seismicity Editions, 2014; ISBN 9780986017315.

### Fonti su Giovanna Sandri
- Luigi Ballerini, La piramide capovolta, Scritture visuali e d'avanguardia, Venezia, Marsilio Editori, 1975;
- Adriano Spatola, Verso la poesia totale, Torino, Paravia, 1978;
- Franca Sacerdote (a cura di), Dizionario-guida ai pittori e scultori, I libri de Il Mondo, Milano, Rizzoli, 1981;
- Alfredo Giuliani, Autunno del Novecento: cronache di letteratura, Milano, Feltrinelli, 1984;
- Mirella Bentivoglio, (a cura di), Il non libro. Bibliofollia ieri e oggi in Italia, Catalogo della Mostra, Palermo, De Luca Editore, 1985;
- Lamberto Pignotti, Generi e figure della scrittura verbo visiva in atto in Figure scritture, n. 4, Udine, Campanotto Editore, 1987;
- Luciano Caruso, Artemisia Calcagni Abrami, Lucia Chimirri, Luciano Marziano, Far libro. Libri e pagine d’artista in Italia, catalogo della mostra omonima presso la Casermetta del Forte Belvedere, Firenze, Centro Di, 1989; ISBN 8870381668;
- Paolo Della Grazia, Ugo Carrega, Vincenzo Accame, Vittorio Fagone, Archivio Della Grazia di Nuova Scrittura, Milano, Il Mercato del Sale “Edizioni rare”, 1989;
- Mirella Bentivoglio (a cura di), Volumina, Il.Libro Oggetto rivisitato dalla donna artista del nostro secolo, Ostra Vetere (AN), Tecnostampa, 1990;
- Giuliano Gramigna, Nota critica a Clessidra: il ritmo delle tracce in Clessidra: il ritmo delle tracce, Verona, Anterem Edizioni, 1992;
- Chiara Diamantini, Stefano Schiavoni, Carlo Emanuele Bugatti, Maurizio Liverani, Fe/Mail Art. Dedicato Donna, Ostra Vetere (AN), Tecnostampa, 1994;
- Gillo Dorfles, Arte concettuale, in Ultime tendenze nell’arte di oggi. Dall’Informale al Postmoderno, Milano, Feltrinelli, 1997;
- Vicenzo Accame, Il segno poetico, materiali e riferimenti per una storia della ricerca poetico-visuale e interdisciplinare, Milano, Edizioni d’Arte Zarathustra, Spirali Edizioni, 1998;
- Gillo Dorfles, Pro e contro un’estetica simbolica, simboli universali e individuali in Il divenire delle arti, Milano, Bompiani, 1998;
- Luigi Ballerini, Promised Land: Italian Poetry After 1975: a Bilingual Edition, Los Angeles, Sun & Moon Press, 1999;
- Luca Maria Vicamini, Fare arte con la poesia fare poesia con l’arte in Il club degli autori, rivista multimediale, anno 9, n. 95/96, Milano, 2000;
- Monia Carloni, Poesia e figure in Giovanna Sandri, Tesi di Laurea, Università degli Studi della Tuscia, Viterbo, 2001;
- Toni Maraini, Ricordo di Giovanna Sandri e delle sue ‘Poesie Visive’, in Quaderni del Fondo Moravia, n. 2.02, Roma, 2002;
- Toni Maraini, Giovanna Sandri: cosmogonia di segni, assestamento di parole, per seminario di studio seminario di studio “Capitolo Zero. Giovanna Sandri”, MACRO, Museo d’’Arte Contemporanea di Roma, 2003;[2]
- Wolfgang Becker, Passione e forma, Ringraziamento a Giovanna Sandri, in I Suoni e le onde, n. 10, Roma, 2003;[3]
- Luca Miti, Tre Pezzi a Giovanna Sandri, in I Suoni e le onde, n. 10, Roma, 2003;[4]
- Nicola Cisternino, Con Giovanna Sandri …GS…nel respiro (notturno), in I Suoni e le onde, n. 11, Roma, 2003;[5]
- Ada De Pirro, I dipinti inediti per Hilarotragoedia di Giovanna Sandri, in Le regole del gioco permettono infinite partite, Giochi linguistici, magie verbali e lingue inventate nelle opere su carta di Gastone Novelli, Studio delle fonti e del contesto, tesi di dottorato, La Sapienza Università di Roma - Facoltà di Lettere e Filosofia,  Dottorato di Ricerca in  “Strumenti e Metodi per la Storia dell’Arte” (XXIV Ciclo), Roma, 2012;[6]
- Graziella Pulce, Là dove germoglia l’immagine, articolo sulla vita e le opere di Giovanna Sandri, in AlfaDomenica, arcipelago dei poeti, Alfabeta2, Milano, 2014;
- Giulia Niccolai, Giovanna Sandri, estratto dall’introduzione pubblicata nella traduzione inglese di Guy Bennett, in Only fragments found di Giovanna Sandri, in AlfaDomenica, arcipelago dei poeti, Alfabeta2, Milano, 2014;
- Andrea Cortellessa, L’arcipelago dei poeti. O di una «funzione Villa», in AlfaDomenica, arcipelago dei poeti, Alfabeta2, Milano, 2014;
- Guy Bennett, “‘What Happens Letting Words Dance from One Language to Another’: Translating Giovanna Sandri’s Clessidra: Il Ritmo Delle Tracce.” in Untranslatability Goes Global, a cura di Suzanne Jill Levine e Katie Lateef-Jan. New York; London: Routledge, 2018.